# 1er juin en sport
1er mai 1er juillet
Chronologies thématiques
- Croisades
- Ferroviaires
- Disney

Le 1er juin (152e jour de l'année ou 153e en cas d'année bissextile) en sport.

## Événements

### XVIesiècle
- 1559 : 
  - (Omnisports) : début des jeux donnés à Paris après la signature de la paix du Cateau-Cambresis. Ces festivités sportives durent tout le mois de juin et comprennent notamment des joutes équestres.

### XIXesiècle
- 1888 : 
  - (Omnisports) : fondation par le Baron Pierre de Coubertin du Comité Jules Simon en faveur de la promotion de la pratique de l’éducation physique.

### XXesièclede 1901 à 1950
- 1930 : 
  - (Football) : l'Athletic Bilbao remporte la Coupe d’Espagne face au Real Madrid, 3-2.
- 1935 : 
  - (Athlétisme) : Keith Brown porte le record du monde du saut à la perche à 4,39 mètres.
- 1947 : 
  - (Sport automobile) : Grand Prix automobile de Nîmes.

### XXesièclede 1951 à 2000
- 1953 : 
  - (Tennis) : Maureen Connolly bat Hart 6-2, 6-4 à Roland Garros et remporte la 2e des 4 victoires du premier grand chelem de l’histoire du tennis.
- 1978 : 
  - (Football) : ouverture en Argentine de la Coupe du monde de football 1978.
- 1979 : 
  - (Football) : le Racing Club de Strasbourg est champion de France.
- 1980 : 
  - (Athlétisme) : Thierry Vigneron porte le record du monde du saut à la perche à 5,75 mètres.
- 1991 : 
  - (Rugby à XV) : le CA Bègles-Bordeaux remporte le Championnat de France de rugby en s'imposant 19-10 en finale face au Stade toulousain.
- 1996 :
  - (Basket-ball) : Pau-Orthez est champion de France masculin.
  - (Rugby à XV) : le Stade toulousain remporte le Championnat de France de rugby en s'imposant 20-13 en finale face au CA Brive.

### XXIesiècle
- 2003 :
  - (Football américain) : en finale du championnat de France, les Flash de La Courneuve battent les Argonautes d'Aix-en-Provence 28-24.
  - (Formule 1) : Grand Prix automobile de Monaco.
- 2007 : 
  - (Voile) : les Néo-Zélandais de Team New Zealand remportent la première régate de la finale de la Coupe Louis Vuitton, disputée à Valence, face aux Italiens de Luna Rossa.
- 2013 :
  - (Football) : au terme d'une saison exceptionnelle, le Bayern Munich s'offre la Coupe d'Allemagne pour la seizième fois et réalise un triplé Championnat-Ligue des champions et Coupe grâce à une victoire 3-2 face à Stuttgart.
  - (Rugby à XV) : Castres est sacré champion de France en battant en finale du Top 14, Toulon 19-14, au Stade de France. Les Castrais remportent ainsi leur quatrième Bouclier de Brennus, vingt ans après le dernier.
- 2014 : 
  - (Cyclisme) : le Colombien Nairo Quintana de l'équipe Movistar remporte le Tour d'Italie.
- 2016 : 
  - (Football /Championnat de France) : la LFP dévoile le calendrier de la saison 2016-2017 de Ligue 1[1].
- 2019 : 
  - (Football /Ligue des champions) : la 64e finale de la Ligue des champions de l'UEFA a lieu à l'Estadio Metropolitano de Madrid, en Espagne et c'est Liverpool qui s'impose face à Tottenham 2-0. Les buteurs sont Mohamed Salah à la 2e minute et Divock Origi à la 87e.
- 2024 : 
  - (Football /Ligue des champions) : Le Real Madrid remporte la quinzième Ligue des champions de son histoire en dominant (2-0) non sans mal le Borussia Dortmund en finale[2].

## Naissances

### XIXesiècle
- 1873 : Harry Rennie, footballeur écossais. († 1954).
- 1879 : Max Emmerich, athlète d'épreuves combinées américain. († 1956).
- 1887 : Alfred de Rauch, hockeyeur sur glace et par la suite arbitre polonais puis français.

### XXesièclede 1901 à 1950
- 1901 : Hap Day, hockeyeur sur glace puis entraîneur et dirigeant et ensuite arbitre canadien. († 1990).
- 1945 :
  - Marino Basso, cycliste sur route italien.
  - Brian Oldfield, athlète de lancer de poids américain.
- 1947 : Ron Dennis, dirigeant d'entreprise automobile britannique.
- 1948 :
  - Michel Plasse, hockeyeur sur glace canadien. († 2006).
  - Tom Sneva, pilote de courses automobile américain.

### XXesièclede 1951 à 2000
- 1952 :
  - Şenol Güneş, footballeur puis entraîneur turc.
  - Mihaela Loghin, athlète de lancers roumaine.
- 1953 : Ted Field, pilote de courses automobile et producteur de cinéma américain.
- 1957 : Yasuhiro Yamashita, judoka japonais.
- 1959 :
  - Thierry Rey, judoka puis consultant TV français.
  - Martin Brundle, pilote de F1 et de courses automobile d'endurance britannique.
- 1960 : Vladimir Kroutov, hockeyeur sur glace soviétique puis russe. († 2012).
- 1961 :
  - Paul Coffey, hockeyeur sur glace canadien.
  - Jasmin Repeša, basketteur puis entraîneur croate.
- 1963 :
  - Christophe Tiozzo, boxeur français.
  - Alexi Lalas, footballeur puis entraîneur américain.
- 1964 : Davy Jones, pilote de courses automobile d'endurance britannique.
- 1966 : Abel Balbo, footballeur argentin.
- 1967 : Olivier Delaitre, joueur de tennis puis entraîneur français.
- 1968 : Jeff Hackett, hockeyeur sur glace puis entraîneur canadien.
- 1974 : Michael Rasmussen, cycliste sur route et de VTT danois.
- 1976 : Marlon Devonish, athlète de sprint britannique.
- 1977 : Brad Wilkerson, joueur de baseball américain.
- 1978 : Hasna Benhassi, athlète de demi-fond marocaine.
- 1980 : Arne Dankers, patineur de vitesse canadien.
- 1981 : Smush Parker, basketteur américain.
- 1982 :
  - Justine Henin, joueuse de tennis puis consultante TV belge.
  - Matt Moussilou, footballeur franco-congolais.
- 1984 :
  - Naidangiin Tüvshinbayar, judoka mongol.
  - Stéphane Sessègnon, footballeur bénino-ivoirien.
- 1985 :
  - Tirunesh Dibaba, athlète de fond éthiopienne.
  - Julien El Fares, cycliste sur route français.
  - Nick Young, basketteur américain.
- 1986 :
  - Moses Ndiema Masai, athlète de fond kényan.
  - Kiel Reijnen, cycliste sur route américain.
- 1988 :
  - Javier Hernández Balcázar, footballeur mexicain.
  - Domagoj Duvnjak, handballeur croate.
  - Casper Viviers, joueur de rugby à XV namibien. (39 sélections en équipe nationale).
  - Alexis Vuillermoz, cycliste de VTT et cycliste sur route français.
- 1989 : Kane Douglas, joueur de rugby australien.
- 1990 : Kenneth Vanbilsen, cycliste sur route belge.
- 1991 : Jeremy Tyler, basketteur américain.
- 1992 : Raul Santos, handballeur autrichien.
- 1993 :
  - Allison Beveridge, cycliste sur piste canadienne.
  - Hiroto Inoue, athlète de fond japonais.
- 1994 : 
  - Rute Costa, footballeuse portugaise. (8 sélections en équipe nationale).
  - Joris van Overeem, footballeur néerlandais.
- 1995 :
  - Carl Starfelt, footballeur suédois.
  - Sada Thioub, footballeur franco-sénégalais.
- 1996 :
  - Matteo Cairoli, pilote de courses automobile d'endurance italien.
  - Valérie Gauvin, footballeuse française.
  - Edvinas Gertmonas, footballeur lituanien.
- 1998 : 
  - Kane Douglas, joueur de rugby à XV samoan. (3 sélections en équipe nationale).
  - Aleksandra Soldatova, gymnaste rythmique russe.
- 1999 : Alexis Renard, cycliste sur route français.
- 2000 : Tomoe Zenimoto Hvas, nageur norvégien.

### XXIesiècle
- 2001 :
  - Daiki Matsuoka, footballeur japonais.
  - Ivan Mesík, footballeur slovaque.
  - Noè Ponti, nageur suisse. Médaillé de bronze du 100m papillon aux Jeux de Tokyo 2020.
- 2002 :
  - Gabriele Procida, basketteur italien. (15 sélections en équipe nationale).
- 2004 :
  - Emirhan İlkhan, footballeur turc.
  - Andreas Schjelderup, footballeur norvégien.
  - Adrian Segecic, footballeur ausralien.
- 2006 :
  - Saïmon Bouabré, footballeur français.

## Décès

### XXesièclede 1901 à 1950
- 1905 : Émile Delahaye, ingénieur et pilote de course automobile français. (° 1943).
- 1934 : Alfred Rawlinson, joueur de polo britannique. (° 1867).

### XXesièclede 1951 à 2000
- 1953 : Alex James, footballeur écossais. (° 1901).
- 1958 : Raoul Caudron, entraîneur de football français. (° 1883).
- 1960 : Lester Patrick, hockeyeur sur glace puis entraîneur et dirigeant sportif canadien. (° 1883).
- 1965 : Curly Lambeau, joueur et entraîneur de foot U.S. américain. (° 1898).
- 1969 : Ivar Ballangrud, patineur de vitesse norvégien. (° 1904).
- 1980 : Rube Marquard, joueur de baseball américain. (° 1886).
- 1986 : Jo Gartner, pilote de courses automobile autrichien. (° 1954).

### XXIesiècle
- 2005 : George Mikan, basketteur américain. (° 1924).
- 2019 : José Antonio Reyes, footballeur espagnol. (° 1983).
- 2022 : István Szőke, footballeur hongrois. (° 1947).